# 贾维德·加姆扎托夫
贾维德·沙基罗维奇·加姆扎托夫（俄语：Джавид Шакирович Гамзатов，1989年12月27日—）是一名俄罗斯和白俄罗斯古典式摔跤运动员。大运会铜牌得主（2013年）、世界锦标赛铜牌得主（2013年）。里约热内卢奥运会铜牌得主（2016 年）。列茲金人。